# Tyrant's Reign
Tyrant's Reign est un groupe américain de thrash metal, originaire de l'Illinois.

## Histoire
Le groupe est formé en 1985. En 1987, le groupe se constitue avec le chanteur Randy Barron, les guitaristes Karl Miller et Chris Nelken, le bassiste Phil Fouch et le batteur Gabriel Anthony. Après avoir sorti trois démos, le groupe ne signe pas de contrat avec un label et fonde son propre label, Cynical Records, qui publie l'EP Year of the Tyrants en 1987. Le guitariste Jeff Bagherpour quitte le groupe peu avant l'enregistrement. Le groupe se sépare en 1990. Depuis 2003, le groupe est à nouveau actif de manière continue, après avoir déjà joué en 2000. En 2008, le groupe joue lors du dixième Keep It True.

## Style musical
Le groupe joue du thrash metal classique, avec un chant décrit comme sirupeux, ce qui lui vaut des comparaisons avec des groupes comme Blessed Death, Toxik et Hades. Certaines chansons rappellent également par moments les œuvres de Mercyful Fate ou de Slayer. 

## Discographie
- 1986 : Untamed (démo)
- 1987 : Year of the Tyrants (EP, Cynical Records)
- 1989 : Judge and Jury (démo)
- 2004 : Tyrant's Reign (compilation, Cynical Gentlemen Records)